# فرناندو لئون د آرانوا
فرناندو لئون د آرانوا (اسپانیایی: Fernando León de Aranoa‎؛ زادهٔ ۲۶ مهٔ ۱۹۶۸) یک کارگردان، و فیلم‌نامه‌نویس اهل اسپانیا است. وی از سال ۱۹۹۶ میلادی تاکنون مشغول فعالیت بوده‌است. آرانوا تا کنون برنده جوایزی هم‌چون جایزهٔ گویا برای بهترین کارگردانی شده است.

## فیلم‌شناسی
- فائوستو ۵٫۰ (۲۰۰۱)
- دوشنبه‌ها در آفتاب (۲۰۰۲)
- شاهزاده‌ها (۲۰۰۵)
- آمادور (۲۰۱۰)
- یک روز عالی (۲۰۱۵)